# Elezioni generali in Bolivia del 2025
Le elezioni generali in Bolivia del 2025 si sono tenute il 17 agosto (I turno) per il rinnovo della Presidenza e, contemporaneamente, dell'Assemblea legislativa plurinazionale (composta da Camera dei deputati e Senato), il parlamento del paese.
Poiché tuttavia alle presidenziali nessuno dei candidati ha ottenuto, per la prima volta nella storia del paese, la quota richiesta di voti per essere eletto al primo turno, un ulteriore turno di votazione si terrà il 19 ottobre
Il presidente uscente, Luis Arce, pur potendo (essendo ancora al primo mandato), non si è presentato per la rielezione.

## Sistema elettorale

### Disposizioni generali
Il voto in Bolivia è obbligatorio. Difatti, coloro che non possono votare senza un motivo di esenzione valido secondo la legge possono essere sanzionati in vario modo (per quanto ciò spesso non accada), essendo il voto, non solo un diritto del cittadino, ma soprattutto un dovere in quanto tale. Ciò si riflette, tuttavia, nel grande numero di schede bianche e nulle che, pur accrescendo la partecipazione al voto, nei fatti sono l’unico modo legale per esprimere una certa distanza dal processo elettorale.
In aggiunta, nel paese, nonostante si voti per organi differenti e autonomi tra loro, è di fatto impedito il voto disgiunto (salvo che nel voto per i seggi uninominali alla Camera dei deputati, poiché legati alle singole circoscrizioni locali e dunque determinati con una scheda elettorale separata), in quanto elettoralmente controproducente, dato che le elezioni si svolgono utilizzando un collegamento Lista elettorale-candidato presidenziale che ricorda in principio il “metodo del doppio voto simultaneo” (c.d. “Ley de Lemas”), per cui gli elettori, esprimendo un voto per il candidato presidenziale di un partito politico di loro scelta, accrescono successivamente le possibilità di ottenimento di seggi aggiuntivi nella Camera dei Senatori e di seggi plurinominali della Camera dei Deputati per quel partito politico), essendo in vigore un sistema di rappresentanza proporzionale mista.
Infine, ultima peculiarità di tale sistema elettorale, seppur limitatamente alle elezioni parlamentari, è la previsione di un obbligo legale per i partiti politici di costruire le liste elettorali con un’alternanza di candidati di genere diverso — nei collegi plurinominali — e di determinare eventuali supplenze di genere diverso in caso di sopravveniente vacanza — per i candidati eletti nei collegi uninominali —, sebbene in ogni caso almeno il 50% dei membri eletti in tale porzione debba comunque essere di genere femminile.

### Presidenziali
Per le elezioni presidenziali, la legge elettorale boliviana — definita principalmente dall’Art. 166, § (1) della Costituzione, prevede l’applicazione di un sistema maggioritario a doppio turno modificato: Per essere eletti già al primo turno, infatti, non è obbligatoriamente necessaria la maggioranza assoluta (50%+1), potendo un candidato essere validamente eletto anche qualora ottenga il 40% dei voti, se si ha un vantaggio di almeno 10 punti percentuali sul secondo candidato. Qualora tuttavia ciò non si verifichi, è prevista l’indizione di un ulteriore turno di votazioni, in cui risulta eletto il candidato che ha semplicemente ottenuto il maggior numero di voti.

### Parlamentari

#### Camera dei Deputati
Per le elezioni della Camera dei Deputati invece, la legge elettorale boliviana — come definita in parte dagli Artt. 145-147 della Costituzione, prevede l’applicazione di un sistema elettorale misto. Difatti, dei 130 seggi:
- 63 seggi sono eletti secondo il sistema maggioritario secco, all’interno di altrettanti collegi uninominali, in cui risulta eletto il candidato che abbia semplicemente ottenuto il maggior numero di voti (Plurality);
- 60 seggi sono eletti secondo un sistema proporzionale a lista chiusa di partito con soglia di sbarramento al 3%, attuato in 9 collegi plurinominali (corrispondenti ai dipartimenti del paese) e con traduzione successiva delle preferenze in seggi secondo il metodo D'Hondt, corretto, come visto, dalla c.d. rappresentanza proporzionale mista[9], ossia tenendo conto del voto presidenziale (che è collegato a ciascuna delle liste elettorali) e, per sottrazione, dei seggi già vinti nel voto maggioritario;
- 7 seggi sono infine riservati alle popolazioni indigene locali, secondo la regola degli usos y costumbres, ossia in base alla loro rilevanza culturale, demografica e comunitaria.[13][10]

Di seguito è mostrato un prospetto, diviso per tipologia, dei seggi spettanti a ciascun Dipartimento:
| Circoscrizione | Deputati    | Deputati      | Deputati  | Deputati | Esposizione grafica |
| Circoscrizione | Uninominali | Plurinominali | Riservati | Totale   | Esposizione grafica |
| -------------- | ----------- | ------------- | --------- | -------- | ------------------- |
| La Paz         | 14          | 14            | 1         | 29       |                     |
| Santa Cruz     | 14          | 13            | 1         | 28       |                     |
| Cochabamba     | 9           | 9             | 1         | 19       |                     |
| Potosí         | 7           | 6             | 0         | 13       |                     |
| Chuquisaca     | 5           | 5             | 0         | 10       |                     |
| Oruro          | 4           | 4             | 1         | 9        |                     |
| Tarija         | 4           | 4             | 1         | 9        |                     |
| Beni           | 4           | 3             | 1         | 8        |                     |
| Pando          | 2           | 2             | 1         | 5        |                     |
| Totale         | 63          | 60            | 7         | 130      |                     |

#### Senato
Per le elezioni del Senato infine, la legge elettorale boliviana — come definita in principio dall’Art. 148, § (3) della Costituzione, prevede l’applicazione di un sistema proporzionale a lista chiusa di partito con soglia di sbarramento al 3%, attuato parimenti in 9 collegi plurinominali (corrispondenti ai dipartimenti del paese e di egual peso politico), con traduzione successiva delle preferenze in seggi secondo il metodo D'Hondt, sebbene corretto come sopra, ma tenendo conto in questo caso del solo voto presidenziale (che è collegato a ciascuna delle liste elettorali).
Di seguito è mostrato un prospetto dei seggi spettanti a ciascun Dipartimento:
| Circoscrizione | Senatori | Esposizione grafica |
| -------------- | -------- | ------------------- |
| La Paz         | 4        |                     |
| Santa Cruz     | 4        |                     |
| Cochabamba     | 4        |                     |
| Potosí         | 4        |                     |
| Chuquisaca     | 4        |                     |
| Oruro          | 4        |                     |
| Tarija         | 4        |                     |
| Beni           | 4        |                     |
| Pando          | 4        |                     |
| Totale         | 36       |                     |